# Долгин, Владимир Владимирович
Влади́мир Влади́мирович Долги́н (род. 24 января 1962 в Тирасполе) — советский и российский регбийный функционер, генеральный секретарь и исполнительный директор Федерации регбилиг России в 2001—2007 годах), исполнительный директор Регбийной Премьер-Лиги России (2013—2014).

## Биография
Родился 24 января 1962 года в городе Тирасполь (Молдавская ССР). Окончил факультет физического воспитания Кишиневского педагогического института в 1982 году. В 1982—1984 годах проходил срочную службу в спортивном взводе, играл в регби. В 1984—1987 годах — тренер-преподаватель СДЮШОР.
В 1987—1989 годах был тренером по научно-методической работе и администратором команды высшей лиги Чемпионата СССР по регби «Электромаш» (г. Тирасполь). В 1990—1995 годах — начальник сборной Молдавии по регбилиг, участник турнира развивающихся команд 1995 года. Руководитель команд «Тирасполь» и «Эолис»-Тирасполь, выступавших в высших лигах чемпионата СССР и чемпионата России по регбилиг (регби-13). Руководитель Тираспольской регбийной лиги (ТРЛ).
В 1992—1994 годах — руководитель сборных команд СССР и СНГ по регби-7. Сборная России по регби-7 под его руководством приняла участие в отборочном турнире к чемпионату мира 1993 года, но умудрилась проиграть путёвку на турнир в решающем матче Латвии.
В 1994—1995 годах — начальник сборной команды СНГ[какой?]. В 1996—2000 годах — генеральный секретарь Лиги регби-13 СНГ, под его руководством сборная России по регбилиг приняла участие в Турнире развивающихся наций 1995 года и чемпионате мира 2000 года. В 2001—2007 годах — генеральный секретарь и исполнительный директор Федерации регбилиг России. По его инициативе 27 ноября 2001 года приказом Госкомспорта РФ № 678 регбилиг был включён в качестве вида спорта в ЕВСК.
В должности руководителя Федерации регбилиг России Долгин организовал проведение двух турниров Кубка Победы в 2003 и 2004 годах, проведения матчей финалов чемпионата России и Кубка России по регбилиг на стадионе «Лужники», а также трансляции матчей на центральных телеканалах.
В 2007 году был организатором юбилейного матча к 50-летию Рината Дасаева между звёздами советского и мирового футбола в «Лужниках». В 2008 году был одним из участником мероприятий Финала Лиги чемпионов УЕФА в Москве.
В 2007—2012 годах — проректор международной академии футбола Рината Дасаева. В 2013—2014 годах — исполнительный директор российской Регбийной Премьер-Лиги.
В 2014—2016 годах работал над созданием летнего командного вида спорта «росбол» и детской методической системы физического воспитания «супербол». С 2016 года президент Национальной федерации супербола и росбола.